# Ermengarda de Tours
Ermenganda de Tours (em alemão:  Irmingard von Tours, c. 800 ou 802  –  Erstein, 20 de março de 851) foi a filha de Hugo III de Tours, sendo membro da família Eticonida. Ela se casou com o imperador Lotário I, neto de Carlos Magno através de seu filho Luís I, o Piedoso, em 15 de outubro de 821, na cidade de Thionville, França.
Algumas fontes dizem que a imperatriz fez uma doação em 849 a Abadia em Erstein na qual está enterrada.

## Biografia
Nobre e piedosa, ela foi criada por sua mãe, Ava, no espírito da religião cristã no meio de um mundo ainda semi-bárbaro.
Ela passa provavelmente uma grande parte de sua juventude no mosteiro de Sainte-Julie em Brixen, (conhecido hoje como o Bressanone) na província autónoma de Bolzano, no norte da Itália, onde ela completou a sua educação. Com a morte de Amalperga, foi eleita para sucedê-la na sede abadia.
Quando em 817 Luís, o Piedoso  associa seu filho mais velho Lotário I ao império, este pede Ermengarda para lhe dar a mão. O casamento ocorreu a 15 de outubro de 821 onde agora é Thionville designado como Dietenhoven (forma franca) ou Theotonis villa (forma latinizada). A cerimónia desenrola-se na presença de trinta e dois bispos e senhores, dos quais o bispo Adeloch de Estrasburgo. Por seu casamento com Lotário I, a família de Etico-Adalrico da Alsácia encontra-se ligada à dinastia carolíngia.
Posteriormente Lotário concede a sua esposa o protectorado da Abadia de Brixen, que ela vai defender toda a sua vida. Com a morte do Venerável Abade Vala de Corbie, tutor de Lotário I, ocorrida a 31 de agosto de 836, ela faz orações pelo descanso de sua alma. Os primeiros anos de seu casamento são bastante feliz. Durante a revolta do filho de Luís, o Piedoso contra o seu pai, seu marido faz parte da conspiração e cai em desgraça. Ela encontra-se também fortemente afetada pelo rapto de sua filha Ermengarda (846) por Giselberto de MAASGAU, conde de MAASGAU.
Em meio a estas tribulações e estes ensaios, ela entrega a sua paciência e sua resignação ao heroísmo. Por sua bondade e gentileza, ela consegue conquistar o coração de seu marido e suavizar o seu carácter, como evidenciado em vários diplomas que ele estabeleceu a pedido de sua esposa.

Mais tarde, em 836, um ano antes da morte de seu pai, Ermengarda recebe de acordo com seu tio paterno Leutardo de Sundgau vastas terras na Alsácia, entre outras Échery no Petit Rombach. Ela construiu um pequeno santuário que remete em plenitude completa à Abadia de Gorze com a aprovação do seu marido. Sendo parte de sua propriedade a Abadia de Gorze foi confirmada mais tarde por seu filho Lotário II num diploma enviado para Estrasburgo a 15 de outubro de 859. Em 849, a piedosa princesa  funda a abadia de Erstein, fundação que Lotário I recebe em 817 de seu pai Luís, o Piedoso por um diploma datado de Remiremont e ele dá a sua esposa. O diploma de fundação da Abadia de Erstein por Ermengarda assinado pelo imperador Lotário I não deixou dúvidas sobre a autoria do mesmo. Este bula manuscrita assinada pelo Papa Leão IV foi encontrada nos arquivos da cidade de Estrasburgo. Ermengarda, em seguida, retira-se para este mosteiro, esquecendo a angústia que tinha experimentado, e ali morreu na sexta-feira santa, a 20 de março de 851. Os seus restos mortais estão enterrados na igreja da abadia. Rábano Mauro, Arcebispo de Mainz, escreveu o epitáfio que ainda se via antes da Revolução incrustada na pedra, e que elogiava as suas virtudes e traça ao mesmo tempo os benefícios em favor da abadia. O cronista de São Bertino, 855 dá-lhe o nome de rainha muito cristã, Ermengarda christianissima regina. Na sua morte, é a filha mais nova de Ermengarda, Rotruda que é nomeada abadessa de Erstein.

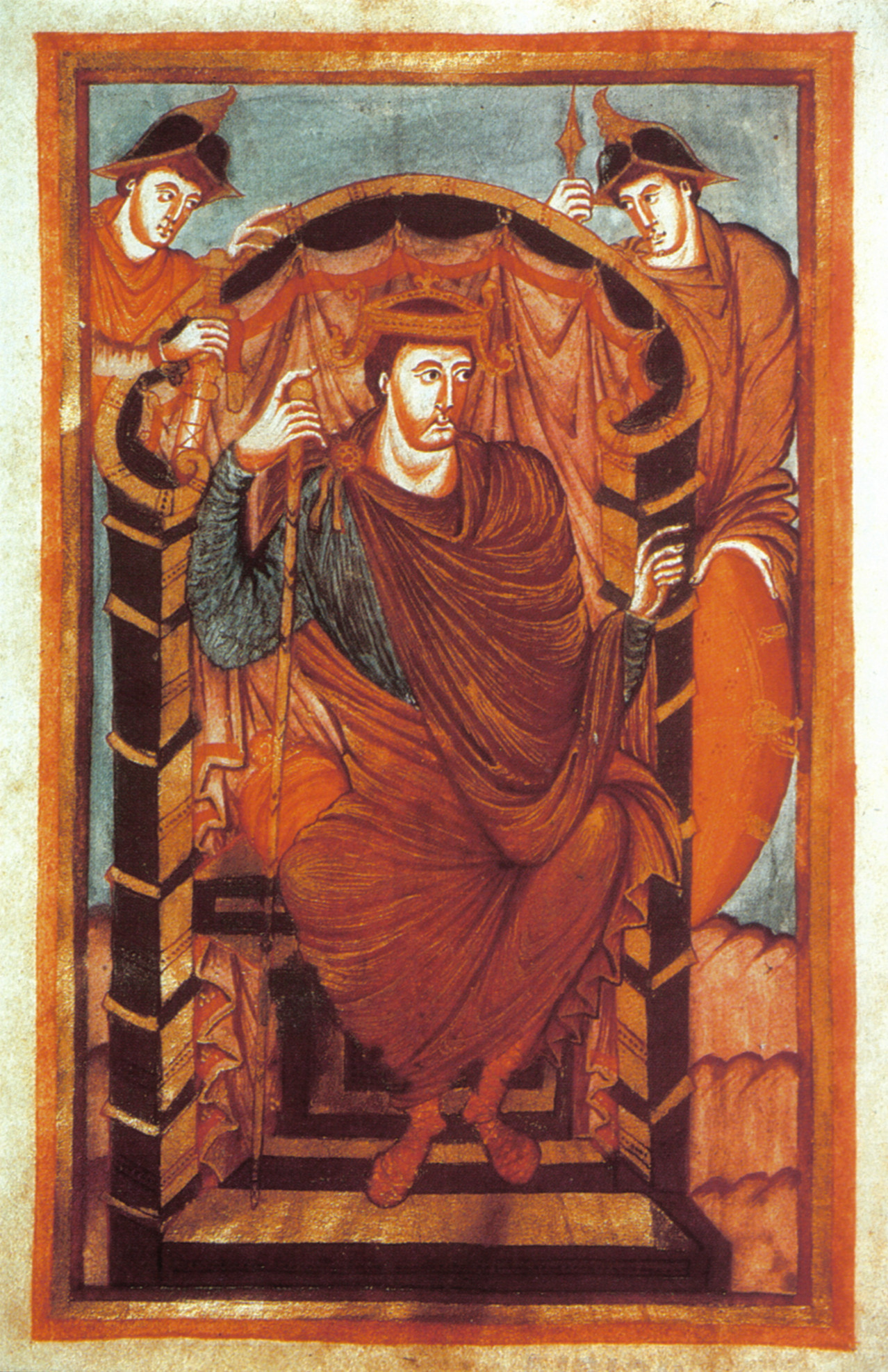
Seu marido, o imperador carolíngio Lotário I

## Descendência
O casal real teve os seguintes filhos:
- Luís II da Germânia (c. 825 - 875), imperador do Ocidente de 855 a 875 e rei da Provença de 863 a 875. Desposou  Engelberga e teve dois filhos dos quais Ermengarda, que desposou em Março de 876 Bosão V da Provença (Bosonidas).
- Heletruda (c. 826 - depois de 865/866[9])
- Berta (c. 830 -  7 de maio de 852[10]) abadessa de Avenay, na região da Baixa Normandia
- Ermengarda  (c. 828[11]/ou 832[1]), sequestrada em 846 por Giselberto de Maasgau e Darnau com quem se casou. Seus filhos podem ter sido Reginaldo I de Langhals e Alberto I de Maaasgau
- Gisela (c. 830 -  28 de maio de 864[12]) abadessa no mosteiro de San Salvatore, na cidade italiana de Bréscia
- Lotário II da Lotaríngia (835 - 8 de agosto de 869), Rei da Lotaríngia, casado com Teutberga filha de Bosão de Valois e  com uma mulher chamada Waldrada
- Rotruda (836-882), nascida em Pavia, condessa de Nantes através de seu casamento, em 850-51 com Lamberto II, conde de Nantes e marquês da Bretanha.[13] Primeira abadessa da abadia de  Erstein;
- Carlos da Provença (c. 845 - 25 de janeiro 863[14]), foi rei da Provença de 23 de setembro de 855 até sua morte em janeiro de 863